# チー・リン
チー・リン（ビルマ語: ကြည်လင်း、1992年9月4日 - ）は、ミャンマーのサッカー選手。ミャンマー代表。ポジションはMF。

## 経歴
クラブのミャンマーサッカーリーグ制覇に大きく貢献している選手である。また、Goal.comのアジアベストイレブンに2012年10月に選出された他、Goal.comの読者投票によるAFF年間最優秀選手も受賞した。

## 個人成績
代表での得点一覧
| # | 日附           | 場所                                                 | 対戦相手     | 得点 | 結果 | 大会                        |
| - | -------------- | ---------------------------------------------------- | ------------ | ---- | ---- | --------------------------- |
| 1 | 2012年10月7日  | ヤンゴン・トゥウンナ・スタジアム                     | 東ティモール | 1–0  | 2–1  | 2012 AFFスズキカップ予選    |
| 2 | 2012年10月7日  | ヤンゴン・トゥウンナ・スタジアム                     | 東ティモール | 2–1  | 2–1  | 2012 AFFスズキカップ予選    |
| 3 | 2012年10月11日 | ヤンゴン・トゥウンナ・スタジアム                     | カンボジア   | 1–0  | 3–0  | 2012 AFFスズキカップ予選    |
| 4 | 2012年11月24日 | バンコク・ラジャマンガラ・スタジアム                 | ベトナム     | 1–1  | 1–1  | 2012 AFFスズキカップ        |
| 5 | 2013年3月2日   | ヤンゴン・トゥウンナ・スタジアム                     | グアム       | 2–0  | 5–0  | AFCチャレンジカップ2014予選 |
| 6 | 2014年10月16日 | ヴィエンチャン・ニュー・ラオス・ナショナルスタジアム | ブルネイ     | 3–1  | 3–1  | 2014 AFFスズキカップ予選    |

## タイトル

### クラブ
ヤンゴン・ユナイテッドFC
- ミャンマーサッカーリーグ: 2011, 2012, 2013, 2015
- MFFカップ: 2011

### 個人
- ミャンマーサッカー連盟年間最優秀選手: 2012